# Trișorești, Alba
Trișorești este un sat în comuna Bistra din județul Alba, Transilvania, România.